# Atletismo nos Jogos Olímpicos de Verão da Juventude de 2010 - 400 m com barreiras feminino
As provas dos 400m com barreiras feminino do atletismo nos Jogos Olímpicos de Verão da Juventude de 2010 foram realizadas nos dias 19 (qualificatória) e 23 de agosto (finais), no Estádio Bishan, em Cingapura. 16 atletas estavam inscritas neste evento.

## Medalhistas
| Ouro   | FRA Aurélie Chaboudez   |
| Prata  | DEN Stina Troest        |
| Bronze | UKR Olena Kolesnychenko |

## Eliminatórias

### Eliminatória 1
| Pos. | Raia | Nome                 | País               | Tempo   | Notas           | Final |
| ---- | ---- | -------------------- | ------------------ | ------- | --------------- | ----- |
| 1    | 4    | Amber Bryant Brock   | USA Estados Unidos | 59.46   |                 | A     |
| 2    | 6    | Olena Kolesnychenko  | UKR Ucrânia        | 59.58   |                 | A     |
| 3    | 5    | Brittany Lewis       | CAN Canadá         | 1:00.16 |                 | A     |
| 4    | 2    | Natania Habitzreiter | BRA Brasil         | 1:01.46 |                 | A     |
| 5    | 1    | Abir Barkaoui        | TUN Tunísia        | 1:03.48 |                 | B     |
| 6    | 7    | Belén Casetta        | ARG Argentina      | 1:04.58 |                 | B     |
| 7    | 3    | Abi Fitzpatrick      | GBR Grã-Bretanha   | 1:05.87 |                 | B     |
|      | 8    | Maziah Mahusin       | BRU Brunei         |         | Desclassificada | B     |

### Eliminatória 2
| Pos. | Raia | Nome                 | País                         | Tempo   | Notas           | Final |
| ---- | ---- | -------------------- | ---------------------------- | ------- | --------------- | ----- |
| 1    | 6    | Aurélie Chaboudez    | FRA França                   | 59.26   |                 | A     |
| 2    | 5    | Stina Troest         | DEN Dinamarca                | 59.35   |                 | A     |
| 3    | 3    | Gabriela Cumberbatch | TRI Trinidad e Tobago        | 59.90   |                 | A     |
| 4    | 4    | Maruša Mišmaš        | SLO Eslovênia                | 1:00.54 |                 | A     |
| 5    | 1    | Marina Zaiko         | KAZ Cazaquistão              | 1:01.88 |                 | B     |
| 6    | 8    | Nikola Řehounková    | CZE Chéquia                  | 1:02.81 |                 | B     |
| 7    | 2    | Tarikah Warner       | IVB Ilhas Virgens Britânicas | 1:07.99 |                 | B     |
|      | 7    | Tasabih Elsayed      | SUD Sudão                    |         | Desclassificada | B     |

## Finais

### Final B
| Pos. | Raia | Nome              | País                         | Tempo   | Notas |
| ---- | ---- | ----------------- | ---------------------------- | ------- | ----- |
| 1    | 1    | Tasabih Elsayed   | SUD Sudão                    | 1:01.13 |       |
| 2    | 4    | Nikola Řehounková | CZE Chéquia                  | 1:01.35 |       |
| 3    | 5    | Marina Zaiko      | KAZ Cazaquistão              | 1:01.42 |       |
| 4    | 6    | Abir Barkaoui     | TUN Tunísia                  | 1:03.90 |       |
| 5    | 3    | Belén Casetta     | ARG Argentina                | 1:04.34 |       |
| 6    | 8    | Abi Fitzpatrick   | GBR Grã-Bretanha             | 1:05.61 |       |
| 7    | 7    | Tarikah Warner    | IVB Ilhas Virgens Britânicas | 1:07.25 |       |
| 8    | 2    | Maziah Mahusin    | BRU Brunei                   | 1:10.56 |       |

### Final A
| Pos.              | Raia | Nome                 | País                  | Tempo   | Notas |
| ----------------- | ---- | -------------------- | --------------------- | ------- | ----- |
| Medalha de ouro   | 5    | Aurélie Chaboudez    | FRA França            | 58.41   |       |
| Medalha de prata  | 6    | Stina Troest         | DEN Dinamarca         | 58.88   |       |
| Medalha de bronze | 3    | Olena Kolesnychneko  | UKR Ucrânia           | 59.25   |       |
| 4                 | 7    | Brittany Lewis       | CAN Canadá            | 59.86   |       |
| 5                 | 2    | Maruša Mišmaš        | SLO Eslovênia         | 1:00.69 |       |
| 6                 | 4    | Amber Bryant Brock   | USA Estados Unidos    | 1:00.72 |       |
| 7                 | 8    | Gabriela Cumberbatch | TRI Trinidad e Tobago | 1:01.93 |       |
| 8                 | 1    | Natania Habitzreiter | BRA Brasil            | 1:02.44 |       |